# Appius Annius Gallus (Konsul 67)
Appius Annius Gallus war ein römischer Politiker und Senator im 1. Jahrhundert n. Chr.
Das Geschlecht der Appii Annii stammte wahrscheinlich aus Iguvium oder möglicherweise aus Perusia, Appius Annius Gallus war vielleicht der erste Senator in seiner Familie. Unter Kaiser Nero bekleidete er zusammen mit Lucius Verulanus Severus im Jahr 67 ein Suffektkonsulat. Im Vierkaiserjahr 69 wurde Annius Gallus unter Kaiser Otho Befehlshaber des Heeres und zog daraufhin gegen die Anhänger des Vitellius, die in Italien einmarschiert waren. Er verteidigte die Stadt Placentia und riet Otho dazu, die Schlacht gegen die Vitellier zu verschieben. Nach der Niederlage in der Ersten Schlacht von Bedriacum und dem Selbstmord Othos beruhigte Annius Gallus die in Brixellum verbliebenen Othonianer.
Annius Gallus überstand das turbulente Jahr und wurde kurz nach der Machtübernahme Vespasians im Jahr 70 durch den Regenten Gaius Licinius Mucianus zum Statthalter (legatus Augusti pro praetore) der Provinz Germania superior (Obergermanien) ernannt. Dort zog er gemeinsam mit seinen niedergermanischen Kollegen Quintus Petillius Cerialis und Aulus Marius Celsus gegen die rebellischen Gallier und Germanen ins Feld. Möglicherweise blieb er bis 72/73 im Amt, als Gnaeus Pinarius Cornelius Clemens sein Nachfolger wurde.
Appius Annius war wahrscheinlich Vater des Appius Annius Trebonius Gallus, Suffektkonsul im Jahr 108, und Großvater der Annia Regilla, der Gattin des Herodes Atticus.